# Hema (volk)

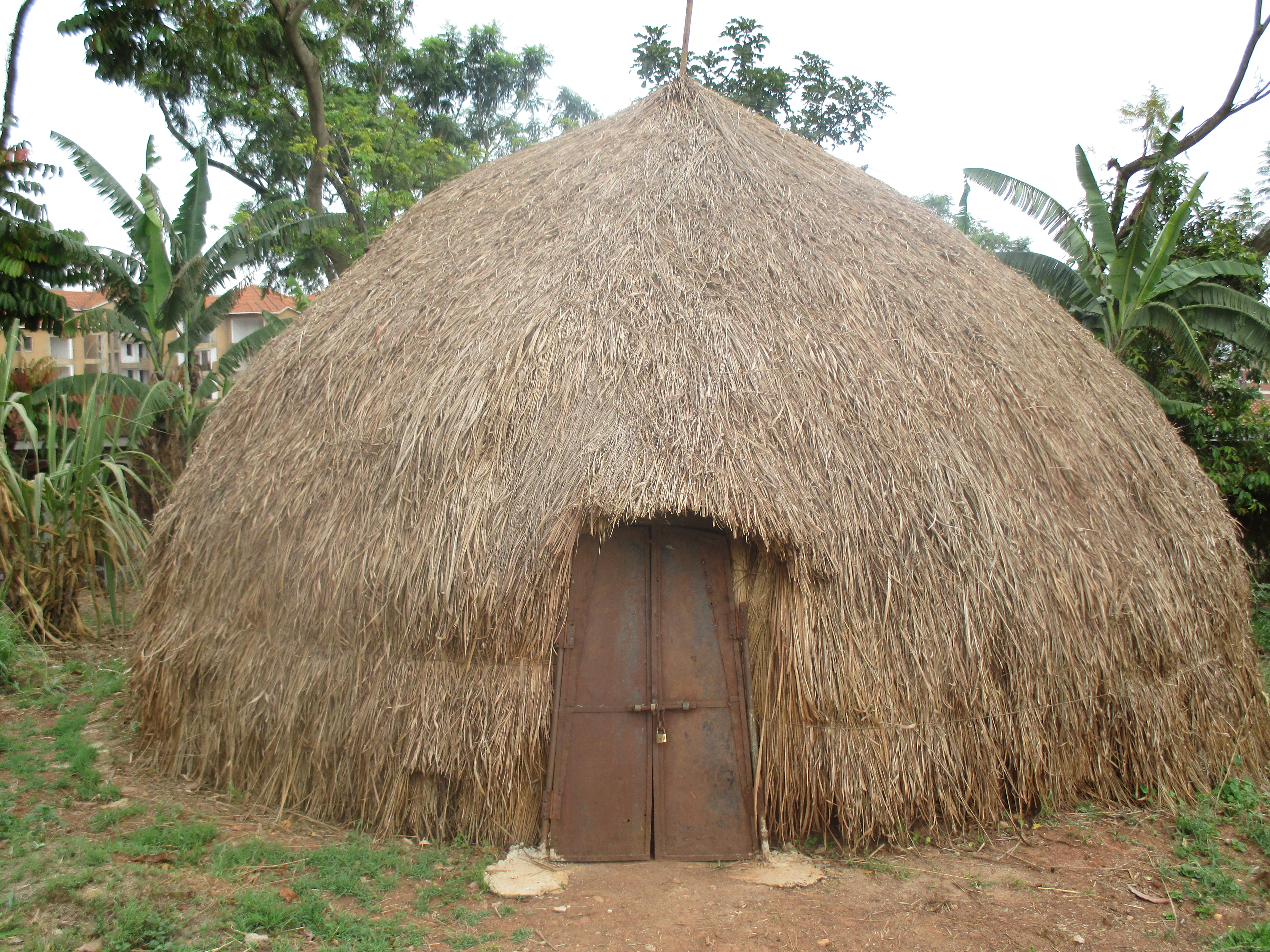
Traditionele Hema Hut.

De Hema is een volk van ongeveer 160.000 mensen in het oosten van Congo in de provincie Ituri. Historisch zijn het altijd veetelers geweest. Ten tijde van het Belgische koloniale regime werden de Hema begunstigd tegenover de Lendu, die in hoofdzaak aan akkerbouw deden. Dit was één van de oorzaken van het Ituri-conflict waarbij minstens 50.000 mensen omkwamen. De rivaliteit tussen Lendu en Hema is te vergelijken met die van de Hutu en Tutsi.
De Hema hebben een eigen taal, het Hema. Toch spreken de noordelijke Hema eerder het Lendu.